# Овоникоко, Абайоми
Абайоми Шеун Овоникоко  (англ. Abayomi Seun Owonikoko; 13 сентября 1992 года, Лагос, Нигерия) — нигерийский футболист, игравший на позиции нападающего.
Имеет также грузинское гражданство.

## Игровая карьера
С 2009 года играл в составе тбилисской «Гагры». В 2012 году был отдан в аренду в «Зестафони». Сезон 2012/13 провёл в аренде в украинском клубе «Волынь» (Луцк). В Премьер-лиге дебютировал 15 сентября 2012 года в выездном матче против «Ильичёвца». После завершения срока аренды отправился на просмотр в бельгийский «Локерен», но заключить контракт не смог. После этого вернулся в «Гагру» и до зимы оставался в клубе.
Зимой 2014 года Овоникоко вместе с ещё двумя грузинскими футболистамии Нукри Ревишвили и Ираклием Маисурадзе был приглашён в «Валлетту». В этой команде футболист последовательно стал победителем чемпионата и завоевал Кубок Мальты.